# Max Wyttenbach
Max Wyttenbach-Tuchschmid (* 14. April 1921; † 10. September 2015 in Zollikofen) war ein Schweizer Theologe und Pfarrer. Er war Synodalratspräsident der Evangelisch-Reformierten Kirche des Kantons Bern.
Wyttenbach war von 1965 bis 1975 Synodalratspräsident der Evangelisch-Reformierten Kirche des Kantons Bern. In dieser Zeit wurde aus dem Nebenamt ein Vollamt. Im Jahre 1968 wurde er Gründungspräsident der Reformierten Medien und übte dieses Amt 20 Jahre aus. Zudem war er von 1984 bis 1991 Präsident des Protestantisch-kirchlichen Hilfsvereins Bern.